# NGTS-2
NGTS-2とは、360.3パーセク離れた位置に存在する恒星である。スペクトル分類はF5Vである。1つの太陽系外惑星、NGTS-2bが周囲を公転していることが次世代トランジットサーベイ（NGTS）によって発見された。
| 太陽 | NGTS-2    |
| ---- | --------- |
| 太陽 | Exoplanet |

## 惑星系
NGTS-2の周囲を公転している太陽系外惑星NGTS-2bの発見を公表する論文が2018年5月26日にarXivに投稿された。NGTS-2bは膨張したホット・ジュピターであり、密度は0.226 g/cm³とこの惑星が発見された時点において一番密度の低い太陽系外惑星となっている。透過光分光法を利用して組成を調査することが可能である可能性がある。NGTS-2bはフォローアップ観測なしで確認された。NGTS-2bの表面温度は1638ケルビンである。
| 名称 （恒星に近い順） | 質量          | 軌道長半径 （天文単位） | 公転周期 (日)     | 軌道離心率 | 軌道傾斜角  | 半径           |
| --------------------- | ------------- | ----------------------- | ----------------- | ---------- | ----------- | -------------- |
| b                     | 0.67±0.089 MJ | 0.0584±0.0011           | 4.5111204±1.8e-06 | 0+0.14 −0  | 87.66±0.73° | 1.536±0.062 RJ |